# Commons-based peer production

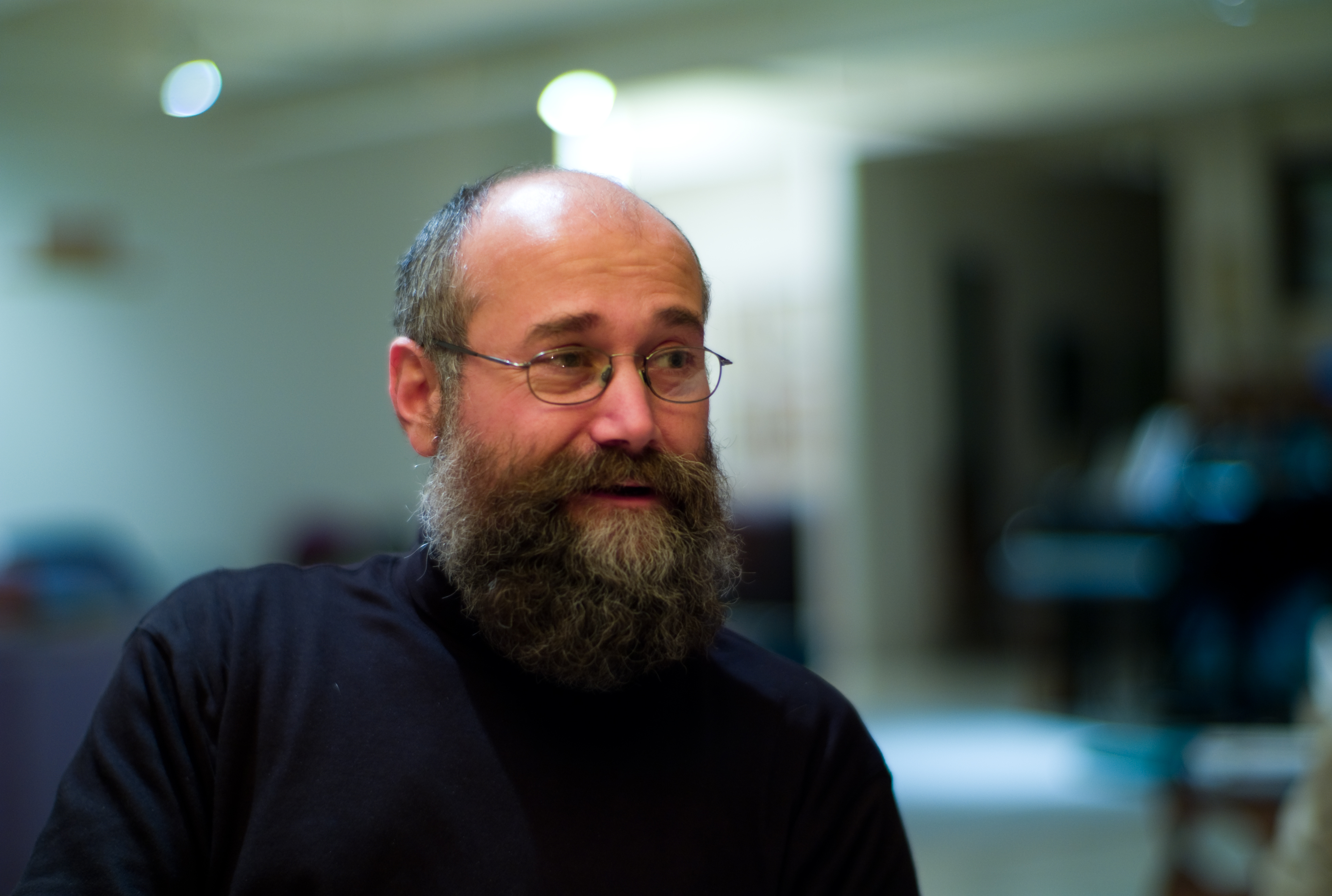
Yochai Benkler

Commons-based peer production (CBPP, deutsch: „Allmendefertigung durch Gleichberechtigte“) ist ein Vorschlag von Yochai Benkler, Professor an der Harvard Law School, zur Erweiterung der Neuen Institutionenökonomik. Demnach können weder die gängigen Theorien der neoklassischen Volkswirtschaftslehre, die auf dem Annahmen-Modell des Homo oeconomicus als rational und eigennützig handelndem Individuum basieren, noch Ansätze wie die Neue Institutionenökonomik erklären, weshalb Phänomene wie Open-Source-Softwareentwicklung oder Wikipedia überhaupt möglich sind.
Benkler bezieht sich mit seiner commons-based peer production speziell auf die Informationsökonomik und begreift diese ausdrücklich als Erweiterung, nicht als Ersatz für die etablierten Theorien. Ähnlich wie in den Theorien des deutschen Wirtschaftswissenschaftlers Axel Ockenfels werden dabei neben monetärem Entgelt auch soziopsychologische und hedonistische „Belohnungen“ einbezogen.

## Entstehung des Begriffs
In Coase's Penguin, or Linux and the Nature of the Firm beschreibt Benkler Peer Production als grundlegendes Phänomen der vernetzten Wissensökonomie. In The Wealth of Networks geht er außerdem auf die sozialen und politischen Implikationen ein.

## Konzept
CBPP ist eine neue Art der Wertschöpfung und Werte-Verteilung. Durch eine Infrastruktur zwischen Nutzern (Peer-to-Peer), insbesondere über das Internet, wird es Einzelnen ermöglicht miteinander zu kommunizieren, sich selbst zu organisieren und letztlich in gemeinsamer Arbeit und ohne Konkurrenzkampf Gebrauchswert in Form von digitalen Commons von Wissen, Software und Design zu schaffen. Zusammengefasst basiert CBPP auf offenen Beiträgen, einem partizipativen Prozess der Aufgabenverteilung und Commons als Arbeitsergebnis.

### Eigenschaften von CBPP

#### Verschiedene Fähigkeiten und Motivationen
Im Gegensatz zur Wertschöpfung im Industriekapitalismus ist die Wertschöpfung im Rahmen von CBPP offen für jeden, der die Fähigkeiten besitzt, zu einem gemeinsamen Projekt beizutragen, sodass das Wissen aller Teilnehmer gebündelt wird. Da CBPP Projekte offene Systeme sind, innerhalb derer Wissen frei ge- und verteilt werden kann, können sowohl Nutzer mitwirken, die keine Vergütung erhalten, als auch solche, die vergütet werden. Abseits von monetärer Motivation tragen Teilnehmer bei weil sie es für sinnvoll und nützlich erachten. Sowohl für die Gemeinschaft als auch für einfache Nutzer liegt der Fokus auf dem Gebrauchswert und nicht dem Tauschwert.

#### Transparente Heterarchie
Innerhalb von CBPP ist die Zusammenarbeit nicht durch Hierarchien eines Unternehmens gesteuert, sondern durch gegenseitige Koordinationsmechanismen der produktiven Gemeinschaft. Da CBPP auf einem transparenten und offenem System zur Zusammenarbeit beruht, kann jeder Teilnehmer die Signale der Arbeit anderer sehen und sich somit auf die Bedürfnisse des Systems als Ganzes einstellen. Oftmals basiert CBPP auf Zusammenarbeit in Form von Stigmergie, welche kollektive und dezentrale Aktionen ermöglicht, indem soziale Aushandlungsprozesse durch Internet-gestützte Technologien unterstützt werden.
Des Weiteren besitzen CBPP Projekte eine Art Qualitätskontrolle in Form einer gütigen Hierarchie oder Heterarchie. Teilnehmer in einer Rolle als “Erhalter” oder “Autoren” beschützen die Integrität des Systems und können Beiträge ablehnen, die diese gefährden. Wichtig ist an dieser Stelle, dass sie nicht die Arbeit anderer erzwingen.

#### Ökosystem der Wertschöpfung
CBPP ermöglicht eine neue Form der Wertschöpfung, welche durch ein (im Vergleich zum Industriekapitalismus) anderes Ökosystem gekennzeichnet ist. Im Umfeld von geteilten Commons in Form von Wissen, Computercode und Design finden sich drei Institutionen: die produktive Gemeinschaft, das Commons-orientierte unternehmerische Bündnis und die nutzenorientierte Gesellschaft.
- Digitale Commons als Kern der Wertschöpfung sind nicht- oder anti-konkurrierende Ressourcen (d. h. je mehr Teilnehmer eine Ressource nutzen, desto mehr wird diese gestärkt). Diese Commons können erweitert, umgenutzt und für bestimmte Situationen und Umfelder angepasst werden.
- Die produktive Gemeinschaft unterstützt das Ökosystem und damit das Projekt und seine Koordinationssysteme. Alle Teilnehmer produzieren gemeinsam nutzbare Ressourcen, unabhängig davon, ob sie vergütet werden oder nicht.
- Unternehmen, die Commons nutzen, transformieren das kombinierte Wissen in Commons-orientierte unternehmerische Bündnisse. Diese schaffen zusätzlichen Marktwert ringsum die geteilten Ressourcen, um das Umfeld für die produktive Gemeinschaft zu sichern. Dies geschieht durch generative anstelle von extrahierenden Methoden.
- Die nutzenorientierte Gesellschaft wird gebildet durch unabhängige Institutionen mit Leitungsfunktion, die die produktive Gemeinschaft und das Commons-orientiere unternehmerische Bündnis dazu befähigen sich in CBPP Projekte einzubringen. Zusätzlich schützt sie die Commons durch spezielle Lizenzen und Mittelbeschaffung für deren Entwicklung.[3]

## Beispiele
Beispiele finden sich unter anderem in einer Vielzahl von free and open source software (freie Software mit veröffentlichten Quellcode) Projekten oder Open-Source-Hardware Gemeinschaften.
- Wikipedia
- Linux
- Apache HTTP Server
- Mozilla Firefox
- Wordpress
- WikiHouse
- RepRap
- Farm Hack

### Sammelbände
- Mathieu O’Neil, Christian Pentzold, Sophie Toupin (Hrsg.): The Handbook of Peer Production. Wiley-Blackwell, Hoboken 2021, ISBN 978-1-119-53709-0.

### Monographien
- Yochai Benkler: Coase's Penguin, or, Linux and the Nature of the Firm. In: Rishab A. Ghosh (Hrsg.): CODE. Collaborative Ownership and the Digital Economy. Cambridge. MIT Press, Mass. 2005, S. 169–206. Online-Fassung.
- D. Hilgers, G. Müller-Seitz, F. Piller: Benkler revisited – Venturing beyond the open source software arena? In: ICIS Proceedings. 2010, Paper 97, http://aisel.aisnet.org/icis2010_submissions/97
- Antonios Broumas: Intellectual Commons and the Law. A Normative Theory for Commons-Based Peer Production. University of Westminster Press, London 2020, ISBN 978-1-912656-87-5.

### Beiträge in Sammelbänden
- Yochai Benkler: The wealth of networks. How social production transforms markets and freedom. Yale University Press, New Haven Conn. u. a. 2006. Wiki zum Buch.
- Hannes Gerhardt: The Promise of ‘Design Global, Manufacture Local’. In: From Capital to Commons: Exploring the Promise of a World Beyond Capitalism. Bristol University Press, Bristol 2023, ISBN 978-1-5292-2456-6, S. 93–112, doi:10.51952/9781529224566.ch005.
- Christian Siefkes: Beitragen statt tauschen. Materielle Produktion nach dem Modell Freier Software. AG SPAK Bücher, Neu-Ulm 2008. Wiki zum Buch.

### Fachzeitschriften
- Peter Troxler et al. (Eds.): The Journal of Peer-Production. ISSN 2213-5316.

### Weitere Quellen
- James Surowiecki: The Wisdom Of Crowds: Why The Many Are Smarter Than The Few And How Collective Wisdom Shapes Business, Economies, Societies And Nations. Little, Brown, London 2004, ISBN 0-316-86173-1. (deutsch: Die Weisheit der Vielen: warum Gruppen klüger sind als Einzelne und wie wir das kollektive Wissen für unser wirtschaftliches, soziales und politisches Handeln nützen können. Bertelsmann, 2005, ISBN 3-570-00687-5)
- Clay Shirky: Here comes everybody. How digital networks transform our ability to gather and cooperate. Penguin Press, New York 2005.
- Don Tapscott, Anthony D. Williams: Wikinomics: How Mass Collaboration Changes Everything. B&T, New York 2006, ISBN 1-59184-138-0. (deutsch: Wikinomics : die Revolution im Netz. Hanser, 2007, ISBN 978-3-446-41219-4)
- Christian Siefkes: Peer-Produktion der unerwartete Aufstieg einer commonsbasierten Produktionsweise. 2012.